# 南田宮

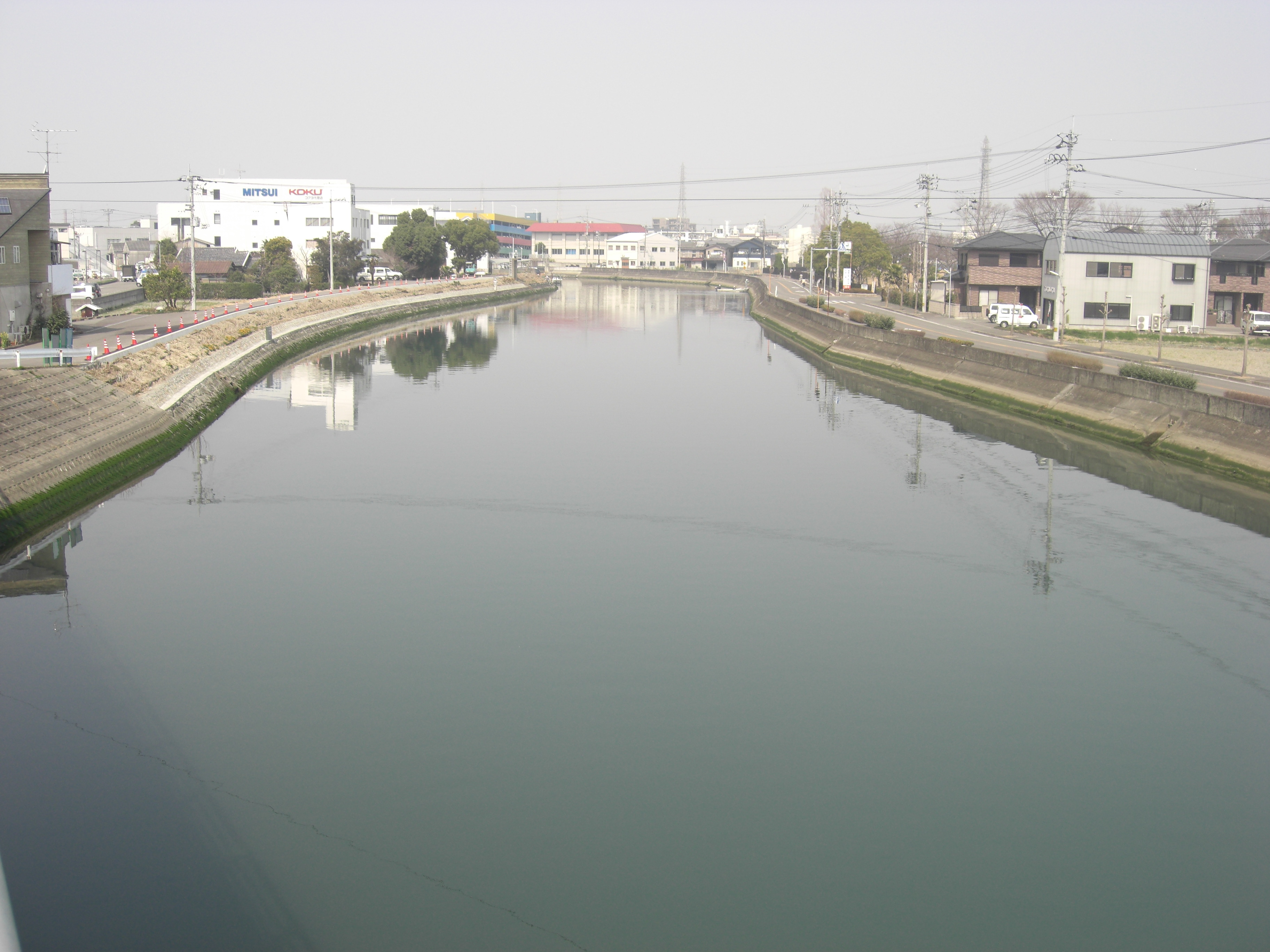
煙硝蔵橋から見た田宮川、右が南田宮、左が北佐古

南田宮（みなみたみや）は、徳島県徳島市の町名。現行行政地名は南田宮一丁目から四丁目まで。郵便番号は〒770-0004。
徳島市の調査による2025年1月現在の人口は2,917人、世帯数は1,365世帯。

## 地理
徳島市及び市街地の北部に位置し、加茂地区に属している。北境を徳島県道30号徳島鴨島線（通称：田宮街道）が通り、東は新町川が南流している。
田宮街道の拡張工事が開始され、それに伴い商業地化が進んだ。また南田宮は徳島駅や佐古駅といった市内中心部の駅に近い為、マンションやアパートが多く立ち並び、都市化が進んでいる。
南田宮の田宮運動公園内にある徳島市陸上競技場は徳島市唯一の陸上競技施設で、市内の小中高等学校の部活動などで使用されている為、非常に多くの学生が利用している。

### 河川
- 新町川
- 田宮川

## 歴史
明治時代の田宮は藍の粗製が盛んであり、1874年（明治7年）には阿波藍の粗製工場が設置された。しかし金銭的にも藍の事業を進めるのが苦悩になっていった為、1877年（明治10年）を最盛期として事業は中止された。1897年（明治30年）には長井長義の精製藍研究室が南田宮に設置された。また阿波藩の煙硝蔵跡が現在の南田宮2丁目にあり、その近くを流れている田宮川に架かっている「煙硝蔵橋」の由来となっている。
1933年（昭和8年）には渭北地区の中前川町と内町地区の北出来島町を結んだ三ツ合橋が架設され、周辺地域と田宮の交通が非常に便利になった。また1982年（昭和57年）の田宮街道開通に伴い、多くの商業施設がオープンした。現在では田宮街道の拡張工事が行われ、多くの商業施設や飲食店が鬩ぎあっている。
南田宮にある田宮運動公園には1976年（昭和51年）に徳島市で唯一の陸上競技場である徳島市陸上競技場を設置し、市内の陸上大会などがここで行われるようになった。また同公園内には昭和54年に設置された徳島市田宮公園プールがあり、毎年夏になると多くの親子連れや学生で賑わう。
元は田宮町・矢三町・中吉野町の各一部で、昭和43年に現在の町名となった。名前の由来は、田の中の宮の意で、宮は現在の天神社とされている。

## 施設

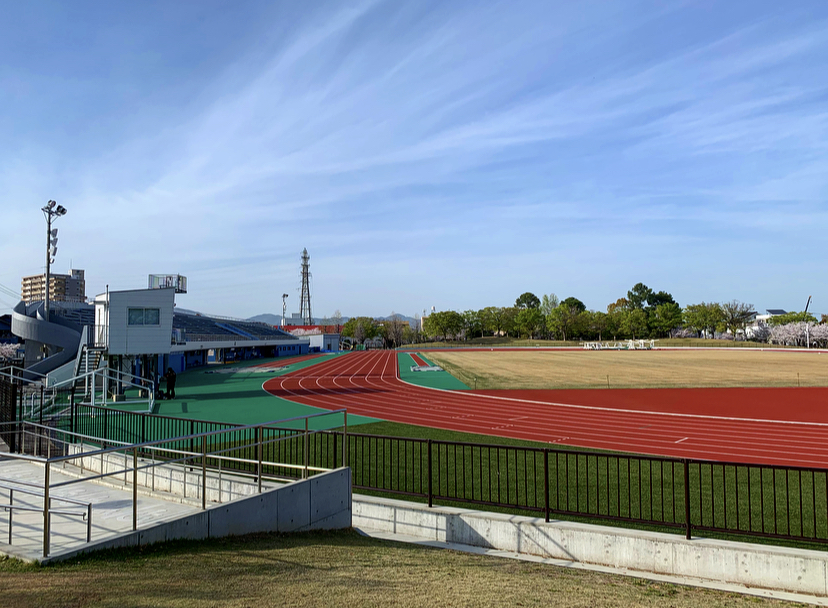
徳島市陸上競技場

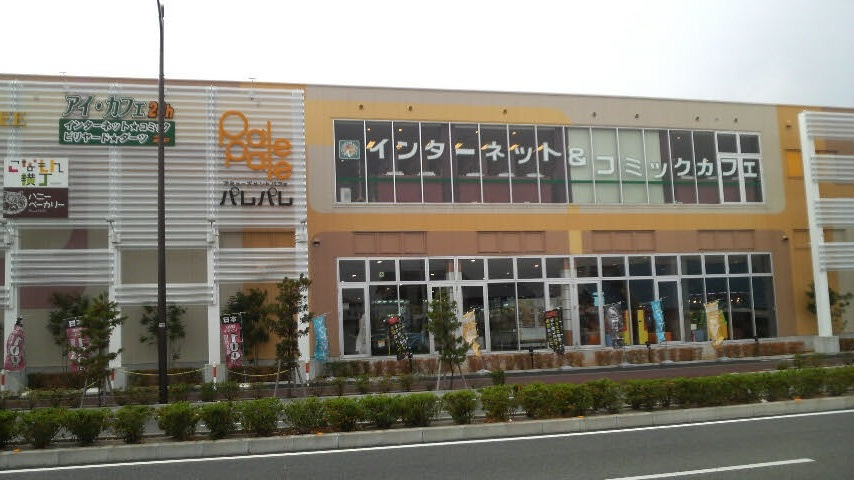
エンターテインメントガーデン アソビバ!

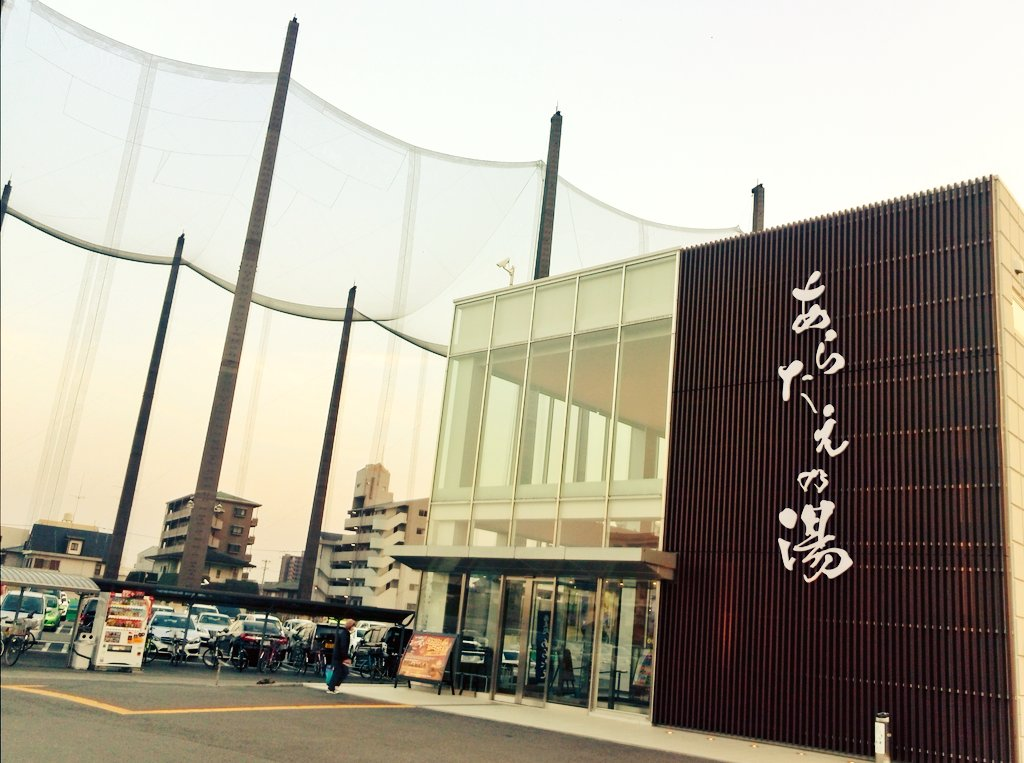
あらたえの湯

### 公園
- 田宮運動公園
  - 徳島市陸上競技場
  - 徳島市田宮公園プール

### 教育機関
- 徳島市立千松小学校
- 広沢自動車学校

### 商業施設
- アソビバ!（ノヴィル運営）
- あらたえの湯（ノヴィル運営）

### 社寺
- 神明神社

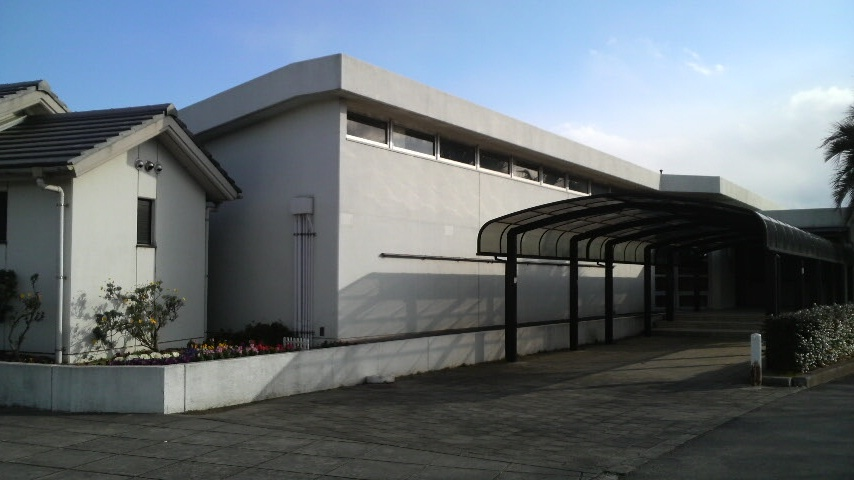
田宮公園プール
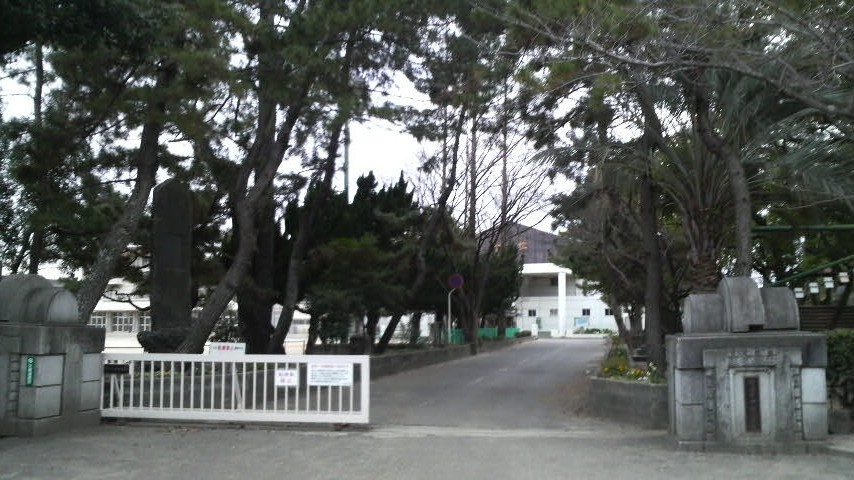
千松小学校
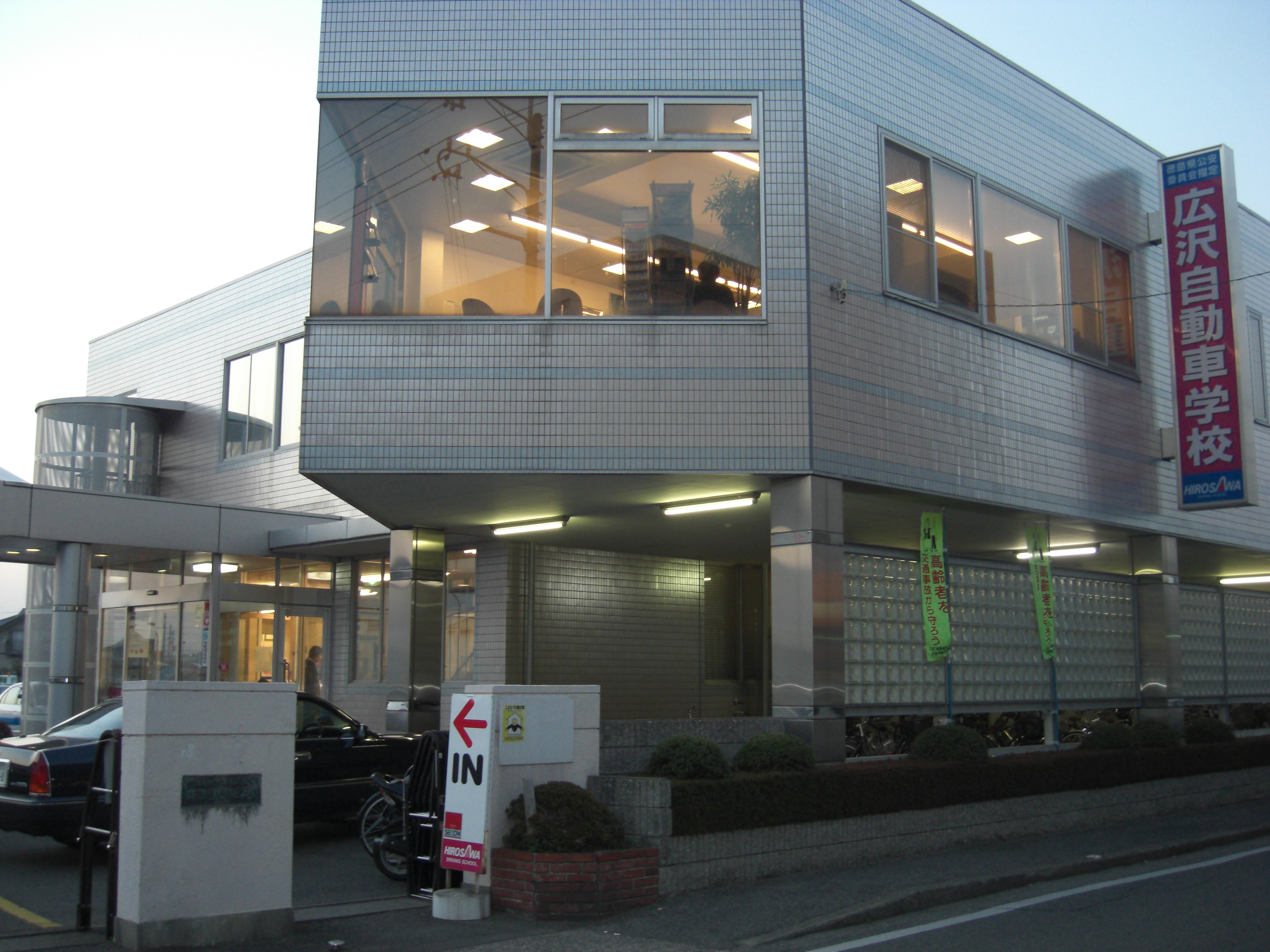
広沢自動車学校
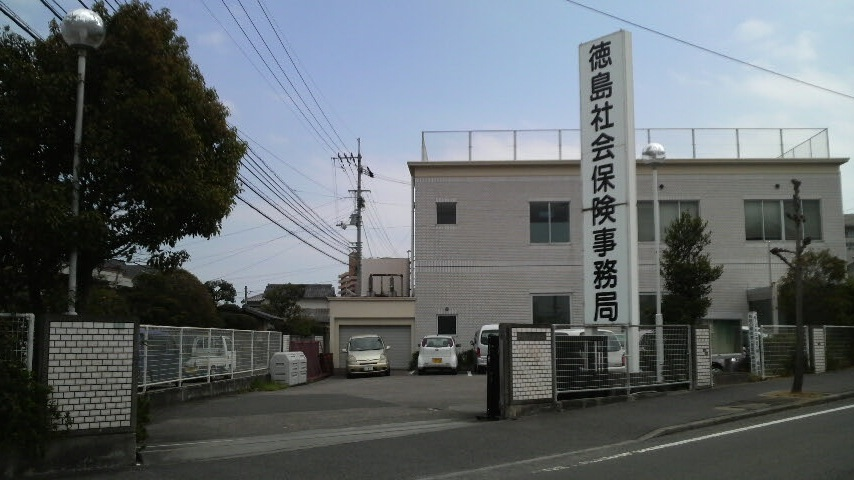
徳島社会保険事務所

## 交通

### 道路
都道府県道
- 徳島県道30号徳島鴨島線

### 路線バス

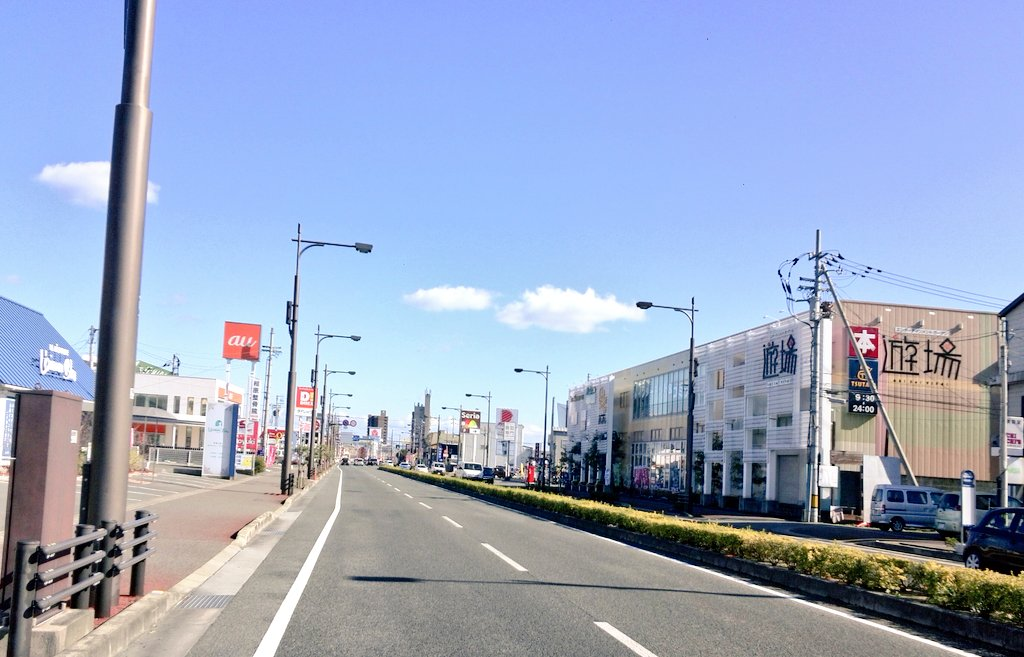
田宮街道

徳島バス
- 南田宮三丁目
- 三ツ合橋西
- 田宮運動公園口
- 田宮二丁目（変電所前）
- 田宮三丁目
- 田宮四丁目
- 城北高校前